# Farský rybník (Rožmitál pod Třemšínem)
Farský rybník je chovný rybník o rozloze 2,06 ha ve Starém Rožmitále v okrese Příbram. Je v majetku majetku Římskokatolické farnosti Starý Rožmitál.

## Popis
Farský rybník se nachází v katastru obce Starý Rožmitál. Jeho hlavním přítokem je Bukovský potok, který přitéká z Nového rybníka. Odtok Farského rybníka napájí hasičskou nádrž ve Starém Rožmitále, poblíž házenkářského hřiště, odkud se dál vlévá do Vlčavy.

## Historie
Hráz rybníka byla protržena při povodni v roce 2002, což způsobilo záplavy a škody na majetku obyvatelům Starého Rožmitálu. Poté byla hráz znovu opravena a vylepšena.